# Skorpions Varese
Gli Skorpions Varese sono una squadra di football americano  di Varese. Fondati nel 1982, militano in Italian Football League.

## Dettaglio stagioni

### Tornei nazionali

#### Campionato

##### Serie A/A1/Golden League
| Stagione | regular season | regular season | regular season | regular season | regular season | regular season | playoff | playoff | playoff | playoff | playoff | playoff          | playoff       |
|          | Vin            | Par            | Per            | Tot            | PF             | PS             | Vin     | Per     | Tot     | PF      | PS      | risultato        | avversaria    |
| -------- | -------------- | -------------- | -------------- | -------------- | -------------- | -------------- | ------- | ------- | ------- | ------- | ------- | ---------------- | ------------- |
| 1985     | 3              | 1              | 8              | 12             | 112            | 162            | -       | -       | -       | -       | -       | -                | -             |
| 1986     | 1              | 1              | 8              | 10             | 38             | 191            | -       | -       | -       | -       | -       | -                | -             |
| 1987     | 6              | 0              | 6              | 12             | 189            | 205            | 0       | 1       | 1       | 7       | 42      | Ottavi di Finale | Jets Bolzano  |
| 1988     | 7              | 1              | 4              | 12             | 246            | 178            | 1       | 1       | 2       | 46      | 40      | Quarti di Finale | Doves Bologna |
| 1989     | 4              | 0              | 8              | 12             | 219            | 254            | -       | -       | -       | -       | -       | -                | -             |
| 1990     | 0              | 0              | 12             | 12             | 110            | 421            | -       | -       | -       | -       | -       | -                | -             |
| Totale   | 21             | 3              | 46             | 70             | 914            | 1411           | 1       | 2       | 3       | 53      | 82      |                  |               |

Fonte:  - A cura di Roberto Mezzetti

##### Serie A NFLI/Golden League FIF
A seguito dell'ingresso di FIDAF nel CONI questi tornei - pur essendo del massimo livello della loro federazione - non sono considerati ufficiali.
| Stagione | regular season | regular season | regular season | regular season | regular season | regular season | playoff | playoff | playoff | playoff | playoff | playoff          | playoff         |
|          | Vin            | Par            | Per            | Tot            | PF             | PS             | Vin     | Per     | Tot     | PF      | PS      | risultato        | avversaria      |
| -------- | -------------- | -------------- | -------------- | -------------- | -------------- | -------------- | ------- | ------- | ------- | ------- | ------- | ---------------- | --------------- |
| 2008     | 8              | 0              | 0              | 8              | 101            | 36             | 0       | 1       | 1       | 7       | 25      | Quarti di Finale | Blacks Rivoli   |
| 2009     | 6              | 0              | 4              | 10             | 134            | 80             | 0       | 1       | 1       | 0       | 10      | Semifinale       | Bengals Brescia |
| 2010     | 3              | 0              | 5              | 8              | 85             | 130            | 0       | 1       | 1       | 7       | 15      | Quarti di Finale | Frogs Legnano   |
| Totale   | 17             | 0              | 9              | 26             | 320            | 246            | 0       | 3       | 3       | 14      | 50      |                  |                 |

Fonte:  - A cura di Roberto Mezzetti

##### Serie A2/B (secondo livello)/Silver League/Winter League (secondo livello)/Seconda Divisione
| Stagione | regular season | regular season | regular season | regular season | regular season | regular season | playoff | playoff | playoff | playoff | playoff | playoff                            | playoff            |
|          | Vin            | Par            | Per            | Tot            | PF             | PS             | Vin     | Per     | Tot     | PF      | PS      | risultato                          | avversaria         |
| -------- | -------------- | -------------- | -------------- | -------------- | -------------- | -------------- | ------- | ------- | ------- | ------- | ------- | ---------------------------------- | ------------------ |
| 1984     | 10             | 0              | 0              | 10             | 445            | 31             | -       | -       | -       | -       | -       | -                                  | -                  |
| 1996     | 2              | 0              | 5              | 7              | 116            | 193            | 0       | 1       | 1       | 14      | 26      | Quarti di finale                   | Nightmare Piacenza |
| 1998     | 6              | 0              | 2              | 8              | 260            | 152            | -       | -       | -       | -       | -       | -                                  | -                  |
| 1999     | 7              | 0              | 1              | 8              | 286            | 128            | 3       | 0       | 3       | 89      | 71      | Campioni                           | Etruschi Livorno   |
| 2000     | 6              | 0              | 2              | 8              | 178            | 72             | 1       | 1       | 2       | 46      | 24      | Semifinale                         | Kings Gallarate    |
| 2002     | 5              | 0              | 2              | 7              | 101            | 95             | 1       | 1       | 2       | 40      | 40      | Semifinale                         | Guelfi Firenze     |
| 2004     | 6              | 0              | 2              | 8              | 196            | 91             | 0       | 1       | 1       | 13      | 21      | Quarti di finale                   | Panthers Parma     |
| 2005     | 7              | 0              | 0              | 7              | 186            | 21             | 1       | 1       | 2       | 20      | 14      | Semifinale                         | Briganti Napoli    |
| 2006     | 7              | 0              | 0              | 7              | 189            | 20             | 2       | 1       | 3       | 89      | 71      | Silverbowl/Ottavi di finale A1     | Hogs Reggio Emilia |
| 2007     | 8              | 0              | 0              | 8              | 258            | 62             | 1       | 1       | 2       | 10      | 35      | Semifinale/Sedicesimi di finale A1 | Hogs Reggio Emilia |
| 2014     | 5              | 0              | 3              | 8              | 169            | 101            | -       | -       | -       | -       | -       | -                                  | -                  |
| 2015     | 2              | 0              | 6              | 8              | 102            | 156            | -       | -       | -       | -       | -       | -                                  | -                  |
| 2016     | 4              | 0              | 4              | 8              | 141            | 103            | 0       | 1       | 1       | 12      | 49      | Wild Card                          | Elephants Catania  |
| 2017     | 3              | 0              | 5              | 8              | 87             | 167            | 0       | 1       | 1       | 6       | 63      | Wild Card                          | Barbari Roma Nord  |
| 2018     | 5              | 0              | 3              | 8              | 179            | 153            | 0       | 1       | 1       | 33      | 40      | Wild Card                          | Vipers Modena      |
| 2019     | 6              | 0              | 2              | 8              | 193            | 139            | 1       | 1       | 2       | 13      | 43      | Quarti di finale                   | Daemons Cernusco   |
| 2021     | 6              | 0              | 0              | 6              | 194            | 38             | 1       | 1       | 2       | 62      | 38      | Semifinale                         | Vipers Modena      |
| Totale   | 95             | 0              | 37             | 132            | 3270           | 1722           | 11      | 12      | 23      | 447     | 535     |                                    |                    |

Fonte:  - A cura di Roberto Mezzetti

##### Silver League FIF
A seguito dell'ingresso di FIDAF nel CONI questo torneo non è considerato ufficiale.
| Stagione | regular season | regular season | regular season | regular season | regular season | regular season | playoff | playoff | playoff | playoff | playoff | playoff   | playoff          |
|          | Vin            | Par            | Per            | Tot            | PF             | PS             | Vin     | Per     | Tot     | PF      | PS      | risultato | avversaria       |
| -------- | -------------- | -------------- | -------------- | -------------- | -------------- | -------------- | ------- | ------- | ------- | ------- | ------- | --------- | ---------------- |
| 2011     | 5              | 0              | 1              | 6              | 151            | 14             | 1       | 0       | 1       | 28      | 6       | Campioni  | Raptors Canavese |
| Totale   | 5              | 0              | 1              | 6              | 151            | 14             | 1       | 0       | 1       | 28      | 6       |           |                  |

Fonte:  - A cura di Roberto Mezzetti

##### Serie B (terzo livello)/Winter League (terzo livello)/Nine League/CIF9
| Stagione | regular season | regular season | regular season | regular season | regular season | regular season | playoff | playoff | playoff | playoff | playoff | playoff                    | playoff                |
|          | Vin            | Par            | Per            | Tot            | PF             | PS             | Vin     | Per     | Tot     | PF      | PS      | risultato                  | avversaria             |
| -------- | -------------- | -------------- | -------------- | -------------- | -------------- | -------------- | ------- | ------- | ------- | ------- | ------- | -------------------------- | ---------------------- |
| 1993     | 3              | 0              | 3              | 6              | 153            | 106            | 0       | 1       | 1       | 0       | 6       | Quarti di Finale           | Marines Ostia          |
| 1994     | 7              | 0              | 1              | 8              | 370            | 92             | 3       | 0       | 3       | 147     | 87      | Campioni                   | Black Knights Rho      |
| 1995     | 7              | 0              | 1              | 8              | 317            | 141            | 0       | 1       | 1       | 26      | 34      | Quarti di finale           | Green Waves Corbetta   |
| 1997     | 7              | 0              | 1              | 8              | 314            | 158            | 1       | 1       | 2       | 113     | 82      | Semifinale                 | Virtus Bologna         |
| 2003     | 4              | 0              | 3              | 7              | 122            | 120            | -       | -       | -       | -       | -       | -                          | -                      |
| 2012     | 6              | 0              | 0              | 6              | 130            | 18             | 2       | 1       | 3       | 83      | 83      | Finale Nord Conference     | Bills Cavallermaggiore |
| 2013     | 3              | 0              | 3              | 6              | 142            | 92             | 2       | 1       | 3       | 76      | 55      | Semifinale Nord Conference | Bills Cavallermaggiore |
| Totale   | 37             | 0              | 12             | 49             | 1548           | 727            | 8       | 5       | 13      | 445     | 347     |                            |                        |

Fonte:  - A cura di Roberto Mezzetti

## Confronti con altre squadre
Dati aggiornati al 12 agosto 2014.

### Saldo positivo
| Squadra                        | Giocate | Vinte | Pareggiate | Perse | Punti Fatti | Punti Subiti | Differenza | Ultima partita   |
| ------------------------------ | ------- | ----- | ---------- | ----- | ----------- | ------------ | ---------- | ---------------- |
| Bengals Brescia                | 16      | 14    | 0          | 2     | 350         | 246          | +104       | 18 aprile 2010   |
| Falcons Milano                 | 12      | 10    | 0          | 2     | 254         | 172          | +82        | 27 maggio 2006   |
| Blacks Rivoli                  | 11      | 6     | 0          | 5     | 196         | 122          | +74        | 13 aprile 2014   |
| Giaguari Torino                | 11      | 8     | 0          | 3     | 206         | 140          | +66        | 20 aprile 2008   |
| Blue Storms Busto Arsizio      | 8       | 7     | 0          | 1     | 192         | 104          | +88        | 3 maggio 2014    |
| Red Falcons Liscate            | 8       | 6     | 0          | 2     | 231         | 155          | +76        | 14 ottobre 1998  |
| Red Jackets Luni               | 8       | 6     | 0          | 2     | 156         | 80           | +76        | 14 novembre 1998 |
| Centurions Alessandria         | 6       | 6     | 0          | 0     | 180         | 12           | +168       | 13 maggio 2012   |
| Old Blacks Torino              | 6       | 5     | 0          | 1     | 314         | 130          | +184       | 1995             |
| Bulls Magenta                  | 5       | 5     | 0          | 0     | 247         | 77           | +170       | 25 ottobre 1998  |
| Lions Bergamo                  | 5       | 3     | 0          | 2     | 79          | 93           | -14        | 22 aprile 1990   |
| Redskins Verona                | 5       | 4     | 0          | 1     | 145         | 55           | +90        | 4 maggio 2003    |
| Rhinos Milano                  | 5       | 3     | 0          | 2     | 138         | 92           | +46        | 10 aprile 2005   |
| Warriors Torino                | 5       | 4     | 0          | 1     | 109         | 32           | +77        | 1º marzo 2003    |
| Nightmare Piacenza             | 4       | 3     | 0          | 1     | 104         | 63           | +41        | 11 luglio 1999   |
| Seahawks Bellusco              | 4       | 4     | 0          | 0     | 121         | 33           | +88        | 3 maggio 1987    |
| Vikings Legnano                | 4       | 2     | 1          | 1     | 82          | 18           | +64        | 12 novembre 1986 |
| Angels Monza                   | 3       | 3     | 0          | 0     | 104         | 6            | +98        | 3 aprile 2005    |
| Gladiatori Roma                | 3       | 2     | 0          | 1     | 30          | 20           | +10        | 20 marzo 2010    |
| Green Waves Corbetta           | 3       | 2     | 0          | 1     | 107         | 40           | +67        | 1995             |
| Hammers Lario                  | 3       | 3     | 0          | 0     | 91          | 6            | +85        | 5 maggio 2013    |
| Lancieri Novara                | 3       | 3     | 0          | 0     | 97          | 20           | +77        | 1º maggio 2011   |
| Mastiffs Ivrea                 | 4       | 3     | 0          | 1     | 74          | 14           | +60        | 1º giugno 2013   |
| Old Black Knights Rho          | 3       | 2     | 0          | 1     | 92          | 76           | +16        | 29 gennaio 1995  |
| Rams Milano                    | 3       | 2     | 0          | 1     | 52          | 14           | +38        | 25 aprile 2010   |
| Bad Bees Avigliana             | 2       | 2     | 0          | 0     | 77          | 0            | +77        | 9 aprile 2011    |
| Black Rays Genova              | 2       | 2     | 0          | 0     | 98          | 32           | +66        | 27 novembre 1999 |
| Etruschi Livorno               | 2       | 2     | 0          | 0     | 95          | 53           | +42        | 30 gennaio 2000  |
| Fighters Pordenone             | 2       | 2     | 0          | 0     | 91          | 6            | +85        | 17 aprile 1988   |
| Corsari Albenga                | 2       | 2     | 0          | 0     | 94          | 12           | +82        | 1995             |
| Maddogs Milano                 | 2       | 2     | 0          | 0     | 86          | 0            | +86        | 10 novembre 1984 |
| Lugano Seagulls                | 2       | 2     | 0          | 0     | 107         | 0            | +107       | 3 novembre 1984  |
| Steel Tigers Cremona           | 2       | 2     | 0          | 0     | 96          | 13           | +83        | 24 novembre 1984 |
| Titans Romagna                 | 2       | 2     | 0          | 0     | 47          | 7            | +40        | 28 maggio 2005   |
| 65ers Arona                    | 1       | 1     | 0          | 0     | 46          | 0            | +46        | 31 marzo 2012    |
| Blitz Ciriè                    | 1       | 1     | 0          | 0     | 14          | 0            | +14        | 6 maggio 2012    |
| Corsari Palermo                | 1       | 1     | 0          | 0     | 20          | 14           | +6         | 10 giugno 2006   |
| Dogi Venezia                   | 1       | 1     | 0          | 0     | 26          | 6            | +20        | 4 luglio 1999    |
| Draghi Udine                   | 1       | 1     | 0          | 0     | 21          | 0            | +21        | 13 marzo 2005    |
| Gargoyles Perugia              | 1       | 1     | 0          | 0     | 21          | 8            | +13        | 18 maggio 2003   |
| Lumberjacks Fiuggi             | 1       | 1     | 0          | 0     | 42          | 21           | +21        | 22 gennaio 1995  |
| Neptunes Bologna               | 1       | 1     | 0          | 0     | 41          | 27           | +14        | 17 giugno 2013   |
| Pirates Savona                 | 1       | 1     | 0          | 0     | 45          | 0            | +45        | 7 maggio 2006    |
| Rangers Rasai Seren del Grappa | 1       | 1     | 0          | 0     | 63          | 13           | +50        | 1994             |
| Stars Trieste                  | 1       | 1     | 0          | 0     | 16          | 15           | +1         | 13 aprile 1996   |
| Storms CUS Pisa                | 1       | 1     | 0          | 0     | 30          | 14           | +16        | 3 giugno 2012    |
| Thunders Trento                | 1       | 1     | 0          | 0     | 38          | 36           | +2         | 25 maggio 2013   |

### Saldo in pareggio
| Squadra            | Giocate | Vinte | Pareggiate | Perse | Punti Fatti | Punti Subiti | Differenza | Ultima partita  |
| ------------------ | ------- | ----- | ---------- | ----- | ----------- | ------------ | ---------- | --------------- |
| Frogs Legnano      | 14      | 7     | 0          | 7     | 238         | 240          | -2         | 25 maggio 2014  |
| Kings Gallarate    | 12      | 6     | 0          | 6     | 270         | 261          | +9         | 21 gennaio 2001 |
| Muli Trieste       | 5       | 2     | 1          | 2     | 57          | 65           | -8         | 23 aprile 1989  |
| Panthers Parma     | 4       | 2     | 0          | 2     | 54          | 57           | -3         | 12 giugno 2004  |
| Towers Bologna     | 3       | 1     | 1          | 1     | 52          | 41           | +11        | 5 maggio 1990   |
| Barbari Roma Nord  | 2       | 1     | 0          | 1     | 16          | 14           | +2         | 2 giugno 2007   |
| Crusaders Cagliari | 2       | 1     | 0          | 1     | 40          | 25           | +15        | 2 aprile 2006   |
| Daemons Martesana  | 2       | 1     | 0          | 1     | 37          | 15           | +22        | 1º giugno 2014  |
| Tauri Torino       | 2       | 1     | 0          | 1     | 36          | 14           | +22        | 10 maggio 1987  |

### Saldo negativo
| Squadra                | Giocate | Vinte | Pareggiate | Perse | Punti Fatti | Punti Subiti | Differenza | Ultima partita |
| ---------------------- | ------- | ----- | ---------- | ----- | ----------- | ------------ | ---------- | -------------- |
| Warriors Bologna       | 10      | 1     | 0          | 9     | 120         | 320          | -200       | 25 maggio 2002 |
| Jets Bolzano           | 7       | 1     | 0          | 6     | 66          | 199          | -154       | 10 giugno 1990 |
| Doves Bologna          | 5       | 0     | 0          | 5     | 26          | 188          | -162       | 18 giugno 1988 |
| Condor Grosseto        | 4       | 1     | 0          | 3     | 76          | 134          | -58        | 12 maggio 1996 |
| Aquile Ferrara         | 3       | 1     | 0          | 2     | 30          | 60           | -30        | 10 marzo 1996  |
| Bobcats Parma          | 3       | 1     | 0          | 2     | 58          | 36           | +22        | 10 aprile 2010 |
| Commandos Lecco        | 3       | 1     | 0          | 2     | 26          | 30           | -4         | 7 aprile 2013  |
| Saints Padova          | 3       | 0     | 0          | 3     | 18          | 62           | -44        | 18 marzo 1990  |
| Seamen Milano          | 3       | 0     | 0          | 3     | 21          | 40           | -19        | 4 marzo 1989   |
| Guelfi Firenze         | 3       | 0     | 0          | 3     | 15          | 106          | -91        | 4 marzo 2023   |
| Bills Cavallermaggiore | 2       | 0     | 0          | 2     | 32          | 81           | -49        | 9 giugno 2013  |
| Briganti Napoli        | 2       | 0     | 0          | 2     | 7           | 20           | -13        | 14 marzo 2010  |
| Chiefs Ravenna         | 2       | 0     | 0          | 2     | 20          | 40           | -20        | 20 maggio 1990 |
| Hogs Reggio Emilia     | 2       | 0     | 0          | 2     | 12          | 75           | -63        | 9 giugno 2007  |
| Renegades Firenze      | 2       | 0     | 0          | 2     | 14          | 46           | -32        | 28 aprile 1996 |
| Angels Pesaro          | 1       | 0     | 0          | 1     | 6           | 48           | -42        | 27 maggio 1990 |
| Marines Lazio          | 1       | 0     | 0          | 1     | 0           | 6            | -6         | 1993           |

## Roster
| Roster degli Skorpions Varese (2023) |
| --- |
| Quarterback - 8 Calvin Brownholtz - 19 Riccardo Crosta Running Back - 17 Emanuele Della Bosca - 18 Sergio Montalbetti - 27 Dylan Auriemma - 34 Davide Leoni - 40 Andrea Postè - 49 Lorenzo Nuzzi Wide Receiver - 1 Roberto Zanovello - 4 Niccolò Pulsinelli - 13 Martino Piazzi - 14 Filippo Petrillo - 16 Riccardo De Micheli - 33 Emanuele Mascelli - 86 Marco Caccivio - 88 Matteo Mozzanica - 89 Lorenzo Freschi Tight End - 2 Pietro Limido - 83 Antonio Raffaele Offensive Linemen - 51 Andrea Scola OG - 54 Carlo Grassi OL - 55 Samuele Bulgheroni OG - 59 Gabriele Di Stefano OT - 60 Fabio Cucchiara OG - 64 Giulio Quadri OG - 65 Andrea Frascati OT - 66 Luca Brivio C - 72 Tommaso Bertulessi C - 73 Michael Di Losa OG - 74 Simone Magnarelli OG - 76 Andrea Girardi G/K Defensive Linemen - 5 Nicolò Moruzzi DE - 11 Tomas Pedotti DE - 52 Raffaele Nardi DT - 77 Carlo Tenerini DE - 92 Davide Vuolo DE Linebacker - 6 Samuel Camagni - 7 Filippo Zanon - 9 Stefano Granelli - 12 Jordan Douglas Luna Cuero - 21 Nicolas Principi - 28 Alessandro D'Alice - 30 Andrea Biloni - 31 Matteo Montagner - 39 Federico Digennaro - 57 Stefano Lusuriello Defensive Back - 0 Pietro Migliori FS - 3 Drew Davis SS - 20 Matteo Kolonna CB - 22 Andrea Mora CB - 23 Simone Tettamanti SS - 24 Federico Zanetta CB - 25 Antonio Delaria CB - 26 Fabio Testoni CB - 42 Nicola Perrucci SS - 61 Mattia Morello DL - 62 Sebastian Valencia Arboleda DT - 69 Alessio Raffaele NG - 78 Wel Ben H'Mida DL - 97 Lorenzo Lardera NG Special Team - 10 Jonata Loria K Coaching staff Nick Holt |

## Palmarès

### Tackle
- 1 Campionato Serie B (1984)
- 2 Coppa Italia (1999, 2024)
- 1 Silver Bowl FIF (2011)
- 2 Winterbowl (1994, 1999)
- 1 Young Bowl Under-21 FIF (2010)

### Flag
- 3 Youth Bowl under 18 (2001, 2002, 2003)

## Hall of Fame
- Giuseppe Gus
- Ben Copola
- Alex Ghigo